# C/2020 F3 (NEOWISE)
C/2020 F3 (NEOWISE) ali kar komet NEOWISE je retrogradni komet s skoraj paraboličnim tirom, ki so ga 27. marca 2020 odkrili astronomi z vesoljskim teleskopom NEOWISE.
Najbližje Soncu je potoval 3. julija 2020 in ker v prisončju ni razpadel, je bil do srede avgusta viden s prostim očesom s severne poloble, kot prvi tako svetel komet od Hale-Bopp leta 1997 dalje. Do sredine julija je bil viden na jutranjem nebu pred zoro, najbolje s srednjih zemljepisnih širin (malo nad obzorjem v smeri proti severovzhodu), nato pa je prešel na večerno nebo.
V prvi polovici junija je imel zaradi bleščanja Sonca navidezni sij 7, ko je 22. junija prišel v vidno polje širokokotnega koronagrafa na satelitu SOHO, je bil navidezni sij že 3, julija pa +1, kar je mnogo svetleje od kometa C/2020 F8 (SWAN), ki je bil viden izkušenim opazovalcem in z daljnogledom v dobrih pogojih.
Med 11. junijem in 9. julijem 2020 je bil komet manj kot 20 kotnih stopinj od Sonca. Zemlji se je najbolj približal 23. julija, na razdalji 0,69 AU (103 milijon km). Tokratni prehod prisončja je povečal njegovo orbitalno periodo iz 4500 na 6800 let.

## Trajektorija
Položaj kometa na nebu za navideznega opazovalca v središču Zemlje